# Parascutigera noduligera
Parascutigera noduligera är en mångfotingart som beskrevs av Karl Wilhelm Verhoeff 1925. Parascutigera noduligera ingår i släktet Parascutigera och familjen spindelfotingar.

## Underarter
Arten delas in i följande underarter:
- P. n. noduligera
- P. n. pahangiensis